# 阿爾特瑙 (圖爾高州)

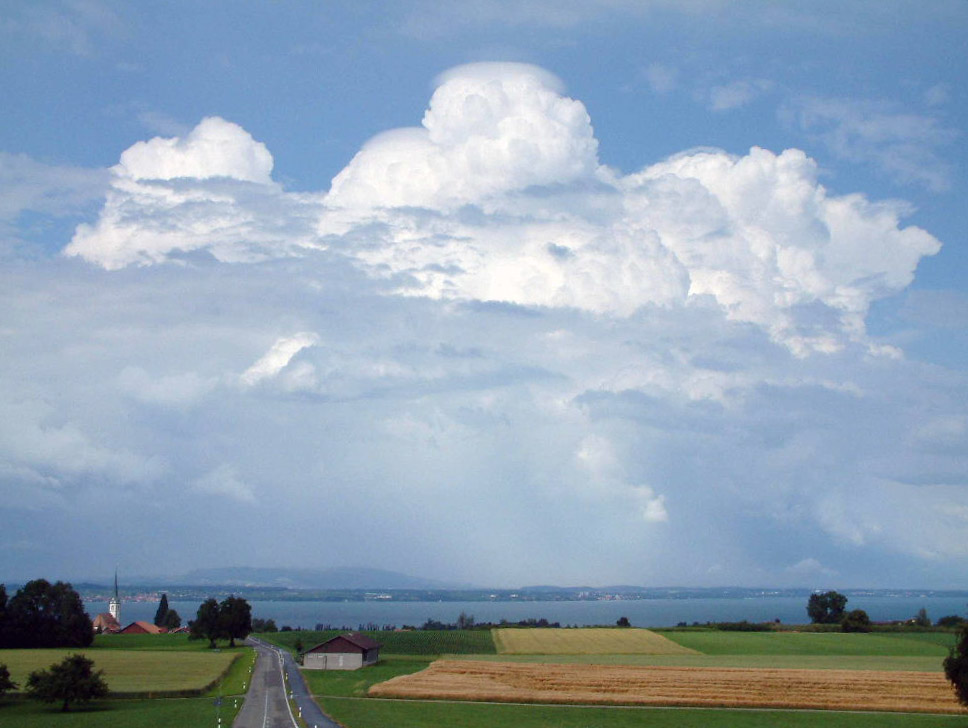

阿爾特瑙是瑞士的城鎮，位於該國東北部，由圖爾高州負責管轄，面積6.68平方公里，海拔高度398米，2012年人口2,061，一半人口信奉基督教，人口密度每平方公里309人。